# Werner Weikamp
Werner Weikamp (* 20. September 1941 in Bocholt; † 19. April 2015 ebenda) war ein deutscher Fußballspieler.

## Laufbahn
Der Mittelstürmer spielte in jungen Jahren für den 1. FC Bocholt und Olympia Bocholt in der damals drittklassigen Landesliga Niederrhein. 1965 wechselte er zum FC Schalke 04, für den er zwei Jahre in der Fußball-Bundesliga aktiv war, dort jedoch nur fünfmal zum Einsatz kam. Sein erstes Spiel machte Weikamp zum Saisonauftakt am 14. August 1965 beim 0:1 gegen den VfB Stuttgart. Sein letztes Bundesligaspiel für die Knappen bestritt er am 23. Spieltag bei der 0:7-Niederlage im Revierderby gegen Borussia Dortmund. 1967 ließ er sich reamateurisieren und ging zurück zum 1. FC Bocholt. 1972 wechselte er nochmal zum FC Olympia in die Verbandsliga Niederrhein, um 1975 erneut zum 1. FC Bocholt zurückzukehren. Mit den Schwatten vom Hünting wurde Weikamp in der Saison 1975/76 Niederrheinmeister. In der folgenden Aufstiegsrunde zur 2. Bundesliga scheiterte der Verein jedoch knapp und nur aufgrund der Tordifferenz am Bonner SC und VfL Wolfsburg. In der Saison 1976/77 qualifizierte man sich erneut für die Aufstiegsrunde. Diesmal setzte sich der Verein gegen SVA Gütersloh und den Spandauer SV durch und stieg in die 2. Bundesliga Nord auf. Werner Weikamp absolvierte am 1. Spieltag der Saison 1977/78 gegen die SG Union Solingen sein einziges Zweitligaspiel und beendete seine Karriere 1978 nach dem Abstieg des 1. FC Bocholt.